# پوریا آذربایجانی
پوریا آذربایجانی (زاده ۱۸ فروردین ۱۳۶۰ در تهران) کارگردان و فیلم‌نامه‌نویس و برادر نگار آذربایجانی کارگردان ایرانی است.  وی نگارش و کارگردانی فیلم‌های «روایت‌های ناتمام» (۱۳۸۵)، «تجریش ناتمام» (۱۳۹۰) و... و کارگردانی تله‌فیلم‌هایی چون «آب و آیینه» (۱۳۸۷)، «دوردست» (۱۳۸۸)، «عاشقانه‌ای برای سربازِ وظیفه رحمت» (۱۳۸۹)، «ابراهیم و آتش» (۱۳۹۲) و... و فیلم مستند جومونگ نامه را در کارنامهٔ هنری‌اش دارد.
از افتخارات آذربایجانی می‌توان به دریافت جایزهٔ ویژهٔ هیئت داوران ورشو و دیپلم افتخار جایزهٔ اول جشنوارهٔ بمبئی برای فیلم «روایت ناتمام» و جایزهٔ بهترین کارگردانی برای فیلم «آب و آینه» از جشنوارهٔ فیلم فجر و جایزهٔ ویژهٔ هیئت داوران جشنوارهٔ انکریج آلاسکا و جایزهٔ ویژهٔ هیئت داوران جشنوارهٔ سونوما سانفرانسیسکو و جایزهٔ بهترین فیلم و تهیه ‎کنندگی جشنوارهٔ فیلم موناکو برای فیلم «اینجا همه چیز خوب است» (۱۳۹۱)، اشاره کرد. همچنین بهترین فیلم اول برای «روایت‌های ناتمام» در بیست پنجمین جشنواره فیلم فجر، بهترین فیلمنامه در بیست نهمین جشنواره فیلم فجر برای «عاشقانه ای برای سرباز وظیفه رحمت» شده‌است.
این هنرمند، به‌عنوان بازیگر و دستیار کارگردان در فیلم‌های «نسل سوخته» (۱۳۷۸) و «مزرعه پدری» (۱۳۸۲) با رسول ملاقلی‌پور همکاری داشته است و در زمینهٔ کارگردانی تئاتر و نمایشنامه‌نویسی نیز دارای تجربیاتی است.او در سال ۱۳۹۲ اولین مجموعه داستان کوتاه خود را به نام مادر توی قاب عکس در انتشارات نیلا منتشر کرد.

## فیلم‌شناسی

### کارگردان
- برف بی‌صدا می‌بارد (مجموعه تلویزیونی، ۱۴۰۰)
- جشن دلتنگی (۱۳۹۶)
- نوار زرد (مجموعه تلویزیونی، ۱۳۹۶)
- اروند (۱۳۹۴)
- اینجا همه چیز خوب است (۱۳۹۱)
- تجریش ناتمام (۱۳۹۰)
- عاشقانه‌ای برای سرباز وظیفه رحمت (تلویزیونی، ۱۳۸۹)[۱]
- روایت‌های ناتمام (۱۳۸۵)

### نویسنده
- جشن دلتنگی (۱۳۹۶)
- اروند (۱۳۹۴)
- تجریش ناتمام (۱۳۹۰)
- روایت‌های ناتمام (۱۳۸۵)

### تهیه‌کننده
- روایت‌های ناتمام (۱۳۸۵)

### بازیگر
- شاید عشق نبود (۱۳۹۶)
- مزرعه پدری (۱۳۸۲)
- نسل سوخته (۱۳۷۸)

## جوایز
- جایزه موزه هنرهای زیبای بوستن برای جشن دلتنگی
- جایزه ویژه هیئت داوران ورشو برای روایت ناتمام
- دیپلم افتخار جایزه اول جشنواره بمبئی برای روایت‌های ناتمام
- جایزه بهترین کارگردانی برای آب و آینه از جشنواره فیلم فجر
- بهترین فیلم اول برای روایت‌های ناتمام در جشنواره فجر دوره بیست و پنجم
- بهترین فیلمنامه در جشنواره ۲۹ فجر برای فیلم عاشقانه‌ای برای سرباز وظیفه رحمت
- جایزه ویژه هیئت داوران جشنواره انکریج آلاسکا برای اینجا همه چیز خوب است
- جایزه ویژه هیئت داوران جشنواره سونوما سانفرانسیسکو برای اینجا همه چیز خوب است
- جایزه بهترین فیلم جشنواره فیلم موناکو برای اینجا همه چیز خوب است
- جایزه بهترین تهیه‌کننده از جشنواره فیلم موناکو برای اینجا همه چیز خوب است
- سیمرغ سیمین ویژه هیئت داوران جشنواره بین‌المللی فیلم فجر برای اروند
- جایزه طلایی تلی برای کارگردانی آگهی آدیداس
- جایزه بهترین فیلمنامه برای تجریش ناتمام از کاسا آسیا اسپانیا